# Liste der Truppenteile der Fernspähtruppe des Heeres der Bundeswehr
Die Liste der Truppenteile der Fernspähtruppe des Heeres der Bundeswehr enthält alle Einheiten der Fernspähtruppe der Bundeswehr sowie eine kurze Übersicht über ihren Aufstellungszeitpunkt, Stationierungsorte, Unterstellung und über ihre Auflösung oder Umbenennung. Die Truppengattung ist mittlerweile in der Heeresaufklärungstruppe aufgegangen, einzelne Verbände der ehemaligen Truppe innerhalb dieser neuen Truppengattung aber noch aktiv, siehe dazu Liste der Heeresaufklärungsverbände der Bundeswehr. Die Truppengattung war eine der kleinsten der Bundeswehr und nicht immer eigenständig, sondern gehörte zeitweise zur Infanterie und zu den Panzeraufklärern, bevor sie als eigenständige Truppengattung zu den Führungstruppen gehörte. Heute ist sie im KSK und den Aufklärungszügen der Fallschirmjäger aufgegangen.

## Legende
| Legende                                  |
| ---------------------------------------- |
| Aufgelöst                                |
| Aktiv (als Teil Heeresaufklärungstruppe) |

Siehe auch hier für das Abkürzungsverzeichnis.

## Kompanien
Im Heer wurde für jedes der drei ursprünglichen Korps eine Fernspähkompanie aufgestellt. Ihre Nummer ergab sich direkt aus dem übergeordneten Korps und zwei Nullen als Endziffer. Die Fernspähkompanie 100 war also truppendienstlich dem I. Korps unterstellt. Zur Ausbildung bzw. im Frieden unterstanden die Kompanien aber auch anderen Verbänden (meist Panzeraufklärungsbataillone) oder Schulen. Als die Korps aufgelöst wurden und die verbleibenden Fernspähkompanien anderen Verbänden unterstellt wurden, war man bereits im gesamten Heer von einer stringenten Nummerierungskonvention abgewichen. Aus Tradition behielten die Kompanien der Fernspäher daher auch bei Unterstellungswechseln ihre Nummer bei, die ihre Herkunft erahnen ließ. Das Fernspähausbildungszentrum 900 erhielt seine Nummerierung als direkt dem Bundesministerium der Verteidigung zugeordnete Einrichtung.
Folgende Einheiten wurden aufgestellt:
|  | Bezeichnung                                 | Aufstellung | Stationierungsort(e)                                                                                  | Auflösung | Bemerkung |
|  | ------------------------------------------- | ----------- | --- | --------- | --- |
|  | Fernspählehrkompanie 100 (FeSpähKp 100)     | 1963?       | Braunschweig/Celle                                                                                    | 1996      | teilweise Eingliederung in KSK als Fernspähkomandokompanie (FeSpähKdoKp), damit Wechsel zur neuen Truppengattung "Spezialkräfte"                                                                                               |
|  | Fernspählehrkompanie 200 (FeSpähLehrKp 200) | 1962        | bis 1964 Altenstadt ab 1964 Weingarten ab 1997 Pfullendorf                                            | 2015      | ursprünglich Fernspähkompanie 200 (FeSpähKp 200) 1993 Umbenennung in Fernspählehrkompanie 200 (FeSpähLehrKp 200) 1997 Unterstellung Fernspähschule 2006 Unterstellung DSO 2014 DSO umbenannt in Division Schnelle Kräfte (DSK) |
|  | Fernspähkompanie 300 (FeSpähKp 300)         | 1963        | bis 1963 Altenstadt ab 1963 Fritzlar ab 1966 Herbornseelbach ab 1978 Fritzlar später Neuhausen ob Eck | 1996      | teilweise Eingliederung in KSK als Fernspähkomandokompanie (FeSpähKdoKp), damit Wechsel zur neuen Truppengattung "Spezialkräfte"                                                                                               |
|  | Fernspähkompanie 1 (FeSpähKp 1)             | Juni 2023   | Schwarzenborn (Knüll)                                                                                 |           | Aufgestellt aus vier Fernspähzügen der zwei Luftlandeaufklärungskompanien 260 und 310 Lebach bzw. Seedorf |

Am 26. Oktober 2011 stellte Bundesverteidigungsminister Thomas de Maizière (CDU) im Bundeskabinett das Stationierungskonzept 2011 vor, nach dem die Fernspählehrkompanie 200 aufgelöst wurde.

## Ausbildungseinrichtungen
Die Ausbildungseinrichtung der Fernspäher war zu Anfang der Fernspähausbildungszentrum 900, später die Internationale Fernspähschule. Heute wird die Ausbildung teils vom Ausbildungszentrum Heeresaufklärungstruppe, teils vom Ausbildungszentrum Spezielle Operationen geleistet.
|  | Bezeichnung                                            | Aufstellung | Stationierungsort(e)                                                           | Auflösung                                                                   | Bemerkung |
|  | ------------------------------------------------------ | ----------- | ------------------------------------------------------------------------------ | --------------------------------------------------------------------------- | --- |
|  | Lehrgruppe R                                           | 1961        | Altenstadt                                                                     | 1962 umgegliedert in FeSpähLehrKp 200                                       | „R“ steht für den ersten Chef Major Rittmeyer. Nur Kaderverband zur Aufstellung der Fernspähtruppe (FeSpähTrp) |
|  | Fernspähausbildungszug 900 (FeSpähAusbZ 900)           | 1973        | Neuhausen ob Eck                                                               | 1979 umgegliedert in Internationale Fernspähschule (IntFeSpähS)             | |
|  | Internationale Fernspähschule (IntFeSpähS)             | 1979        | bis 1980 Neuhausen ob Eck ab 1980 Weingarten (Württemberg) ab 1997 Pfullendorf | 2003 umgegliedert in Ausbildungszentrum Spezielle Operationen (AusbZSpezOp) | gebildet aus FeSpähAusbZ 900 internes Verbandsabzeichen:                                                       |
|  | Ausbildungszentrum Spezielle Operationen (AusbZSpezOp) | 2003        | Pfullendorf                                                                    |                                                                             | gebildet aus Internationale Fernspähschule (IntFeSpähS)                                                        |

## Abkürzungen
Folgende Abkürzungen werden benutzt:
| - KSK → Kommando Spezialkräfte - FeSpähKp → Fernspähkompanie - FeSpähLehrKp → Fernspählehrkompanie - FeSpähKdoKp → Fernspähkommandokompanie - FeSpähAusbZ → Fernspähausbildungszentrum - IntFeSpähS → Internationale Fernspähschule |